# Union of the Snake
«Union of the Snake» —en español: «El Gremio de la Serpiente»— es el decimoprimer sencillo de la banda británica de new wave Duran Duran, lanzado el 17 de octubre de 1983.

## La canción
El primer sencillo que se lanzó del tercer álbum de la banda Seven and the Ragged Tiger en 1983, fue un éxito, alcanzando el Top 10 en ambas listas musicales británicas y estadounidenses. Se convirtió en uno de los éxitos más populares de Duran Duran. Ella entró en las listas en el # 59 el 5 de noviembre de 1983 alcanzando el puesto # 3 tanto en el Billboard Hot 100 en diciembre de 1983 y la lista de sencillos del Reino Unido.
El baterista  Roger Taylor declaró que el acompañamiento ritmico se basa en la canción de David Bowie "Let's Dance".

## Video musical
El video de "Union of the Snake" fue concebido por Russell Mulcahy, que dirigió muchos de los videos de rotación pesada para las canciones de Duran Duran en el anterior disco Rio. Sin embargo, como Mulcahy estaba ocupado preparando la película del concierto Arena y el documental Sing Blue Silver durante la gira mundial de la banda, el video de "Union" fue dirigido por Simon Milne (que también filmó vídeos de Kajagoogoo y Missing Persons). Hubo un poco de controversia sobre el vídeo, ya que fue lanzado a la MTV una semana antes de que el "sencillo" fuera lanzado en la radio. Las estaciones de radio estaban ansiosas en ese momento, porque estaban preocupados de que canales como MTV podrían sustituir en la promoción de los sencillos.
El clip, filmado en parte en dunas cerca de Cronulla, muestra a la banda ser rastreados a través del desierto australiano por un medio hombre, criatura mitad serpiente. Con el tiempo se toman un ascensor bajo la arena en lo que parece ser una catedral subterránea, donde criaturas como serpientes y otros personajes bastante bizarros interactúan con el vocalista Le Bon. Otros miembros de la banda hacen solo breves apariciones en el video.
El uso de conjuntos costosos, trajes y maquillaje presagió la naturaleza a lo largo de la parte superior de los videos que vienen, incluyendo un video épico de 17 minutos de "New Moon on Monday", el video masivamente costoso de "The Wild Boys  ", y otros videos costosos fueron incluidos en el film en vivo de: Arena.

## Formatos y canciones
– Sencillo en 7": EMI
1. "Union of the Snake" – 4:24
2. "Secret Oktober" – 2:47

 – Sencillo en 12": EMI
1. "Union of the Snake (Monkey Mix)" – 6:27
2. "Union of the Snake (7 Inch Version)" – 4:24
3. "Secret Oktober" – 2:47

 – Sencillo en 7" Harvest / B-5195 
1. "Union of the Snake" – 4:20
2. "Secret Oktober" – 2:44

## Posicionamiento en listas y certificaciones

### Listas semanales
| País                | Mejor posición |
| ------------------- | -------------- |
| Reino Unido         | 3              |
| (Billboard Hot 100) | 3              |
| (Cash-Box 100)      | 1              |
| Canadá              | 1              |
| Australia           | 4              |
| Irlanda             | 5              |
| Noruega             | 8              |
| España              | 16             |
| Suecia              | 16             |

## Personal
- Simon Le Bon - Voz principal y coros
- Andy Taylor - Guitarra eléctrica
- John Taylor - Bajo
- Nick Rhodes - Sintetizadores y sampler
- Roger Taylor - Bateria

Complementarios:
- Michelle Cobbs - Coros
- B J Nelson - Coros
- Raphael Dejesus - Cabasa
- Mark Kennedy - Cencerros
- Andy Hamilton - Saxofon